# 66
| 66                 |
| ------------------ |
| Dødsfald - Fødsler |
|                    |

| Gregoriansk kalender | 66 LXVI                 |
| Ab urbe condita      | 819                     |
| Armensk kalender     | I/T                     |
| Kinesiske kalender   | 2762 – 2763 乙丑 – 丙寅 |
| Etiopisk kalender    | 58 – 59                 |
| Jødisk kalender      | 3826 – 3827             |
| Hindukalendere       |                         |
| - Vikram Samvat      | 121 – 122               |
| - Shaka Samvat       | N/A                     |
| - Kali Yuga          | 3167 – 3168             |
| Iransk kalender      | 556 BP – 555 BP         |
| Islamisk kalender    | 573 BH – 572 BH         |

Se også 66 (tal)

## Begivenheder
- Første jødisk-romerske krig bryder ud – det første af tre oprør i den romerske provins Iudaea.

## Dødsfald
- Petronius, romersk satirisk forfatter (fødselsår ukendt)